# Hans Baltisberger

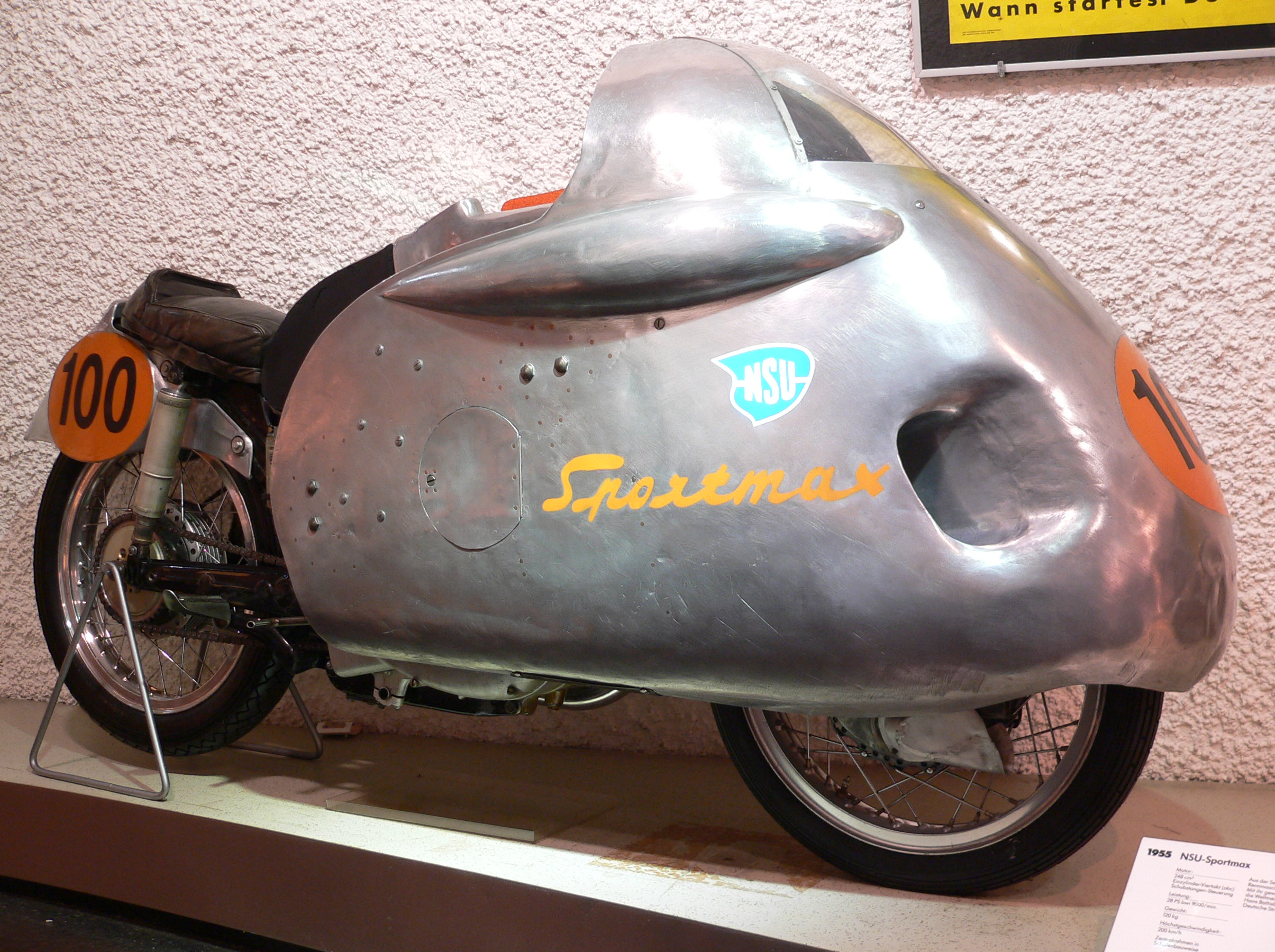
NSU Sportmax: Hans Baltisberger gewann mit einer solchen Maschine die Deutsche 250-cm³-Meisterschaft 1955

Hans Baltisberger (* 10. September 1922 in Betzingen; † 26. August 1956 in Brünn) war ein deutscher Motorradrennfahrer und zweimaliger Meister der Deutschen Motorrad-Straßenmeisterschaft.

## Karriere
Hans Baltisberger wurde am 10. September 1922 als Sohn des Arztes Wilhelm Baltisberger und dessen Ehefrau geboren. Er hatte drei Schwestern und einen Bruder. Baltisberger spielte Klavier, absolvierte das Gymnasium und eine Lehre als Buchdrucker und Schriftsetzer. Später studierte er an der Kunstakademie in Paris und in Antwerpen. Nach dem Ende des Zweiten Weltkrieges und der Rückkehr aus US-amerikanischer Kriegsgefangenschaft wurde er selbständiger Gebrauchsgraphiker und gründete die Firma „HABAL-Reklame“, die wenig später der Währungsreform zum Opfer fiel.
Im Jahr 1947 besuchte Hans Baltisberger sein erstes Motorradrennen. Nach ersten Versuchen auf einer 250-cm³-Victoria folgte 1948 seine erste Saison als Ausweisfahrer, in der er auf einer 1937er 500-cm³-Norton fünf Rennen gewann. Beim Großen Bergpreis am Freiburger Schauinsland bestritt Baltisberger seinen ersten Lauf als Lizenzfahrer, danach folgte ein steiler Aufstieg.
Im Mai 1951 fuhr er mit seinen beiden Rennmaschinen, einer 350-cm³-A.J.S. und einer 500-cm³-Norton, erstmals das Feldbergrennen in Oberreifenberg im Taunus. Baltisbergers A.J.S. 7R „Boy Racer“ sprang am Start zunächst nicht an. Er fuhr mit großem Rückstand dem Feld hinterher, ging trotzdem als Dritter in die letzte Runde und gewann das Rennen vor Roland Schnell, mit dem er sich bis dahin ebenfalls die Meisterschaftsführung teilte. Deutscher Meister wurde nach dem letzten Lauf Schnell, weil Baltisberger auf der Solitude bei Stuttgart wenige Meter vor dem Ziel eine Kollision mit Rudi Knees hatte und den bis dahin zweitplatzierten Schnell passieren lassen musste.
1951 erhielt Hans Baltisberger einen Werksvertrag bei BMW, wo er neben Schorsch Meier und Walter Zeller antrat. Mit seiner privaten A.J.S. siegte er unter anderem in Dieburg, Rostock, St. Wendel und beim Eifelrennen. Die BMW-Ausbeute waren der erste Weltmeisterschaftspunkt als Sechster beim Großen Preis von Deutschland auf der Solitude sowie dritte Ränge in München-Riem und beim Hamburger Stadtparkrennen.
Die Saison 1952 schloss Hans Baltisberger in der Deutschen Meisterschaft der Halbliterklasse auf Platz sechs und 1953 auf Platz vier ab. Am Ende der Saison 1953 wechselte er zum damals die kleinen Hubraumklassen dominierenden Hersteller NSU nach Neckarsulm, wo er mit Werner Haas, Rupert Hollaus und Hermann Paul Müller das Werksteam bildete. Seine Körpergröße von 1,69 m und das damit verbundene Gewicht von etwa 60 kg begünstigten ihn auf den kleineren Maschinen. Die Dominanz dieser „Vier Musketiere“ im internationalen Renngeschehen war überwältigend: 24 Starts – 24 Siege. Hans Baltisberger belegte 1954 in der Klasse bis 250 cm³ Platz fünf der Motorrad-Weltmeisterschaft. In der Klasse bis 125 cm³ wurde er Sechster. Die Saison war durch einen Sturz auf der Solitude, bei dem er sich einen Knöchel sowie ein Schulterblatt brach, bereits früh beendet.
Nach Saisonende 1954 zog sich NSU wegen des tödlichen Unfalls von Hollaus und wegen der nicht mehr zu überbietenden Erfolge vom Motorsport zurück. Baltisberger wurde im Jahr darauf auf einer privat eingesetzten, von NSU geliehenen 250er-Sportmax knapp vor H. P. Müller Deutscher Meister. Er gewann das Eifelrennen, auf der Solitude und das Eilenriederennen in Hannover. In der Weltmeisterschaft errang er beim Großen Preis der Nationen in Monza nach hartem Kampf mit Carlo Ubbiali (MV Agusta) mit Rundenrekord Rang zwei.
In der folgenden Saison wurde Baltisberger Dritter bei der Lightweight-TT und Vierter beim 250er-WM-Lauf in Deutschland. Beim Großen Preis der Tschechoslowakei auf dem Masaryk-Ring bei Brünn am 26. August 1956, einem Rennen, das nicht zur Weltmeisterschaft zählte, verunglückte Hans Baltisberger schwer. Er lag in Führung, bis er in der vorletzten Runde in einem rutschigen Waldstück bei stürmischem Regenwetter von der Strecke abkam und dabei tödliche Verletzungen erlitt. Auf Bitte seines Mechanikers Albert Kleindienst erlaubte der NSU-Werbechef Germer, Baltisbergers Motoren Roland Heck beim letzten Meisterschaftslauf auf der Berliner AVUS zur Verfügung zu stellen. Heck und Horst Kassner kämpften rundenlang um den Sieg und fielen letztlich beide mit Motorschaden aus. Hans Baltisberger war damit postum zum zweiten Mal Deutscher 250-cm³-Meister.
Baltisberger wurde am 1. September 1956 im Reutlinger Ortsteil Betzingen unter der Anteilnahme tausender Menschen, unter ihnen H. P. Müller und Werner Haas, zu Grabe getragen. 

## Ehrungen
In Betzingen, der Geburtsstadt Baltisbergers, wurde eine Straße nach ihm benannt. Am alten Masaryk-Ring erinnert ein Gedenkstein an Hans Baltisberger.

## Statistik

### Erfolge
- 1955 – Deutscher 250-cm³-Meister auf NSU
- 1956 – Deutscher 250-cm³-Meister auf NSU

### Rennsiege
| Jahr | Klasse  | Maschine | Rennen                             | Strecke                  |
| ---- | ------- | -------- | ---------------------------------- | ------------------------ |
| 1951 | 350 cm³ | A.J.S.   | Feldbergrennen                     | Feldbergring             |
| 1952 | 350 cm³ | A.J.S.   | Preis des Saarlandes               | St. Wendel               |
| 1952 | 350 cm³ | A.J.S.   | Eifelrennen                        | Nürburgring-Nordschleife |
| 1955 | 250 cm³ | NSU      | Eifelrennen                        | Nürburgring-Nordschleife |
| 1955 | 250 cm³ | NSU      | Preis der Adria                    | Opatija                  |
| 1955 | 250 cm³ | NSU      | Internationales Solitude-Rennen    | Solitude-Rennstrecke     |
| 1955 | 350 cm³ | NSU      | Großer Preis der Tschechoslowakei  | Masaryk-Ring             |
| 1955 | 250 cm³ | NSU      | Eilenriederennen                   | Eilenriede               |
| 1956 | 250 cm³ | NSU      | Circuit de Floreffe                | Circuit de Floreffe      |
| 1956 | 250 cm³ | NSU      | Motorrace Tubbergen                | Circuit Tubbergen        |
| 1956 | 350 cm³ | NSU      | Motorrace Tubbergen                | Circuit Tubbergen        |
| 1956 | 250 cm³ | NSU      |                                    | Circuit van Zandvoort    |
| 1956 | 350 cm³ | NSU      |                                    | Circuit van Zandvoort    |
| 1956 | 250 cm³ | NSU      | Preis der Adria                    | Opatija                  |
| 1956 | 250 cm³ | NSU      | Internationales Sachsenring-Rennen | Sachsenring              |

### In der Motorrad-Weltmeisterschaft
| Saison | Klasse  | Motorrad | Rennen | Siege | Zweiter | Dritter | Punkte | Ergebnis |
| ------ | ------- | -------- | ------ | ----- | ------- | ------- | ------ | -------- |
| 1952   | 500 cm³ | BMW      | 1      | –     | –       | –       | 1      | 18.      |
| 1954   | 125 cm³ | NSU      | 3      | –     | –       | 1       | 10     | 6.       |
| 1954   | 250 cm³ | NSU      | 4      | –     | 1       | 1       | 14     | 5.       |
| 1955   | 250 cm³ | NSU      | 1      | –     | 1       | –       | 6      | 9.       |
| 1956   | 250 cm³ | NSU      | 2      | –     | –       | 1       | 7      | 8.       |
| Gesamt | Gesamt  | Gesamt   | 11     | 0     | 2       | 3       | 38     |          |

## Verweise